# Пітер Менсфілд
Сер Пітер Менсфілд (англ. Sir Peter Mansfield; 9 жовтня 1933, Лондон, Велика Британія — 8 лютого 2017) — британський фізик, лауреат Нобелівської премії в області медицини 2003 року «За винахід методу магнітно-резонансної томографії». Професор Ноттінгемського університету (Ноттінгем).

## Біографія
Пітер Менсфілд народився в Лондоні 9 жовтня 1933 року. У 15 років він пішов зі школи і працював у друкарні, а в 18 років пішов служити в армію. В армії Менсфілд зацікавився ракетобудуванням, і склавши необхідні іспити, вступив до Коледжу королеви Мері в Лондоні. У 1959 році закінчив коледж, у 1962 виконав дисертацію з розробки ЯМР-спектрометра і здобув ступінь доктора філософії. Після дисертації два роки працював у Університеті Іллінойсу в Урбана-Шампейн. Після стажування в США у 1964 році Менсфілд прийняв пропозицію від Ноттінгемського університету, де далі працював у галузі ЯМР-спектрометрії. Почесний професор Ноттінгемського університету (1994).
Помер 8 лютого 2017 року.

## Науковий внесок
Відомий раніше метод ядерного магнітного резонансу (ЯМР), за розвиток якого Фелікс Блох та Едвард Перселл отримали Нобелівську премію з фізики в 1952 році, використовувався до робіт Пола Лотербура і Пітера Менсфілд в основному для дослідження молекулярної структури. Роботи Лотербура і Менсфілда дозволили використовувати метод для отримання зображень цілого організму.
Менсфілд показав, як радіосигнал, отриманий від приладу, може бути математично оброблений та інтерпретований у зображення.
У 2003 році Менсфілд разом з Лотербуром отримав Нобелівську премію в галузі медицини «за винахід методу магнітно-резонансної томографії».